# Blow My Fuse
Blow My Fuse è il quarto album in studio del gruppo musicale statunitense Kix, pubblicato nel settembre 1988 dalla Atlantic Records.
Trainato dal successo del singolo Don't Close Your Eyes, l'album viene premiato con il disco di platino per le vendite negli Stati Uniti.

## Tracce
1. Red Lite, Green Lite, TNT – 3:54 (Donnie Purnell, Jon Reede, Marc Tanner, Steve Whiteman)
2. Get It While It's Hot – 4:24 (Philip Brown, Purnell, John Palumbo)
3. No Ring Around Rosie – 4:34 (Purnell, Taylor Rhodes)
4. Don't Close Your Eyes – 4:15 (Purnell, Palumbo, Halligan Jr.)
5. She Dropped Me the Bomb – 3:46 (Purnell, Palumbo)
6. Cold Blood – 4:16 (Purnell, Rhodes)
7. Piece of the Pie – 3:55 (Purnell, Reede, Tanner, Whiteman)
8. Boomerang – 3:44 (Purnell)
9. Blow My Fuse – 4:00 (Purnell)
10. Dirty Boys – 3:42 (Purnell, Palumbo)

## Formazione
- Steve Whiteman – voce, armonica
- Brian Forsythe – chitarre
- Ronnie Younkins – chitarre
- Donnie Purnell – basso, tastiere, pianoforte, cori
- Jimmy Chalfant – batteria, percussioni, cori